# چام‌بی‌لی (صندوق‌لی)
چام‌بی‌لی (به ترکی استانبولی: Çambeyli) یک منطقهٔ مسکونی در ترکیه است که در صندوق‌لی واقع شده‌است.